# Milton Reyes
Milton Alexander Reyes Galeas (Arenal, Yoro, Honduras, 2 de mayo de 1974) es un exfutbolista y entrenador hondureño.

## Trayectoria

### Como jugador
Milton «Jocón» Reyes arrancó su carrera con el Yoro Fútbol Club. Después pasó al Independiente Villela, club con el que debutó en la Liga Nacional de Honduras el 24 de septiembre de 1995 durante una derrota de 0-1 ante el Club Deportivo Vida. Posteriormente, en 1997, fichó por el Fútbol Club Motagua, donde conquistó una buena cantidad de títulos. 
El 7 de marzo de 2002 fichó por el D. C. United de la Major League Soccer de Estados Unidos. Con el club estadounidense disputó 24 juegos, pero, un año después, una lesión de ligamento cruzado anterior lo dejó fuera del club. A pesar de ello, el Dallas Burn decidió ficharlo al año siguiente y disputó 12 juegos en total, compartiendo camerino con un novato Ramón Núñez. En 2005 regresó a Motagua, consiguió la Copa Interclubes Uncaf 2007 y se retiró en 2011.

### Como entrenador
El 7 de noviembre de 2013 fue nombrado director técnico del Motagua. Dirigió su primer y único partido el 10 de noviembre durante la derrota de los «azules» como visitantes de 0-1 contra Platense. En 2016 pasó a dirigir al Comayagua Fútbol Club de la Liga de Ascenso de Honduras y, posteriormente, a mediados de 2018, fue nombrado entrenador del Real Juventud, de la misma categoría.

## Selección nacional
Ha sido internacional con la Selección de fútbol de Honduras en 41 ocasiones.

## Clubes

### Como jugador
| Club                  | País           | Año       |
| --------------------- | -------------- | --------- |
| Yoro F. C.            | Honduras       | 1993-1995 |
| Independiente Villela | Honduras       | 1995-1997 |
| F. C. Motagua         | Honduras       | 1997-2002 |
| D. C. United          | Estados Unidos | 2002-2003 |
| F. C. Dallas          | Estados Unidos | 2004      |
| F. C. Motagua         | Honduras       | 2005-2011 |

### Como entrenador
| Club            | País     | Año       |
| --------------- | -------- | --------- |
| F. C. Motagua   | Honduras | 2013      |
| Comayagua F. C. | Honduras | 2016-2017 |
| Real Juventud   | Honduras | 2018      |

## Palmarés

### Como jugador

#### Campeonatos nacionales
| Título          | Club          | País     | Año  |
| --------------- | ------------- | -------- | ---- |
| Torneo Apertura | F. C. Motagua | Honduras | 1997 |
| Torneo Clausura | F. C. Motagua | Honduras | 1998 |
| Torneo Apertura | F. C. Motagua | Honduras | 1999 |
| Supercopa       | F. C. Motagua | Honduras | 1999 |
| Torneo Clausura | F. C. Motagua | Honduras | 2000 |
| Torneo Apertura | F. C. Motagua | Honduras | 2006 |
| Torneo Clausura | F. C. Motagua | Honduras | 2011 |

#### Campeonatos internacionales
| Título                       | Club          | País     | Año  |
| ---------------------------- | ------------- | -------- | ---- |
| Copa Interclubes de la Uncaf | F. C. Motagua | Honduras | 2007 |